# Tobias Linderoth
Pour les articles homonymes, voir Linderoth.
Tobias Linderoth né le 21 avril 1979 à Marseille en France, est footballeur international suédois évoluant au poste de milieu défensif. Il fut un membre régulier de l'équipe national de Suède de 1999 à 2008. Il est le fils de l'entraîneur de football et ancien joueur de l'Olympique de Marseille Anders Linderoth.

## Biographie
Linderoth est l'un des meilleurs milieu de terrain récupérateur en Europe mais à cause de ses blessures récurrentes, il a eu de longues périodes d'incation. C'est d'ailleurs pour cette raison que son contrat a été résilié par le Galatasaray en janvier 2010.

## Carrière en club
- 1996-1998 : IF Elfsborg ( Suède)
- 1998-2002 : Stabæk Fotball ( Norvège)
- 2002-2004 : Everton ( Angleterre)
- 2004-2007 : FC Copenhague ( Danemark)
- 2007-2010 : Galatasaray ( Turquie)

## Carrière en équipe nationale
- Première sélection le 27 novembre 1999 contre l'Afrique du Sud

## Palmarès
FC Copenhague
- Champion du Danemark (2) : 2006, 2007
- Vainqueur de la Royal League (2) : 2005, 2006

 Galatasaray
- Champion de Turquie (1) : 2008